# María Albina
María Albina est une ville de l'Uruguay située dans le département de Treinta y Tres. Sa population est de 74 habitants.

## Population
| Année | Population |
| ----- | ---------- |
| 1963  | 164        |
| 1975  | 111        |
| 1985  | 93         |
| 1996  | 95         |
| 2004  | 74         |

Référence,: